# Johann Georg Mettenleiter
Johann Georg Mettenleiter (St. Ulrich im Lohnthal, Württemberg, 6 d'abril de 1812 - Ratisbona, 6 d'octubre de 1858) fou un compositor i organista director d'orquestra alemany de música religiosa del Romanticisme, era germà de Dominicus Mettenleiter.
Va ser deixeble del seu oncle, al cor de Wallerstein. Després d'exercir com a director de l'església parroquial d'Oettingen (1837–39), fou director i organista a Regensburg (Ratisbona), (1839–58).
Se li deuen un gran nombre se misses, himnes, salms i un Stabat Mater i a més, Manuale breve cantionum ac same liturgicarum (Regensburg, 1852), Enchiridion chorale, sive selectus locupletissimus cantionum liturgicarum juxta ritum S. romanae (1853), ambdues amb acompanyament d'orgues afegits. Aquest últim vol. va demostrar una fita important en el moviment de restauració de la música litúrgica i, Manuale breve cantionum ac precum.
El seu cosí, Bernhard Mettenleiter (n. Wallerstein, 25 d'abril de 1822; m. Marktheidenfeld, 14 de gener de 1901), fou un organista, director de mestre, professor i compositor.